# Батуловце
Батуловце (серб. Батуловце) — населённый пункт в общине Власотинце Ябланичского округа Сербии.

## География
Расположен на левом берегу реки Власины, при автодороге .

## Климат
Климат характеризуется как умеренный морской с тёплым летом и равномерным увлажнением в течение года (Cfb в классификации климатов Кёппена). Среднегодовая температура воздуха составляет 11,7 °C. Средняя температура самого холодного месяца (января) составляет 0,6 °С, самого жаркого месяца (августа) — 21,5 °С. Расчётная многолетняя норма атмосферных осадков — 561 мм. Наибольшее количество осадков выпадает в мае (65 мм).

## Население
Согласно переписи населения 2002 года, в селе проживало 806 человек (802 серба, 1 босняк и 1 македонец).
| Численность населения | Численность населения | Численность населения | Численность населения | Численность населения | Численность населения | Численность населения | Численность населения |
| 1948                  | 1953                  | 1961                  | 1971                  | 1981                  | 1991                  | 2002                  | 2011                  |
| --------------------- | --------------------- | --------------------- | --------------------- | --------------------- | --------------------- | --------------------- | --------------------- |
| 645                   | 681                   | 767                   | 814                   | 905                   | 831                   | 806                   | 795                   |

## Религия
Согласно церковно-административному делению Сербской православной церкви, село относится к Третьему власотиначскому приходу Власотиначского архиерейского наместничества Нишской епархии.